# 4040 Purcell
4040 Purcell је астероид главног астероидног појаса чија средња удаљеност од Сунца износи 2,671 астрономских јединица (АЈ).
Апсолутна магнитуда астероида је 12,8.